# Dichromodes ophiosema
Dichromodes ophiosema là một loài bướm đêm trong họ Geometridae.